# 櫻花片落戀模樣
《櫻花片落戀模樣》是由Parasol於2017年9月29日發售的戀愛冒險類型成人遊戲，2018年10月26日由Studio Kanata發售中文版。2020年12月8日，Valve從Steam上移除了本遊戲的Steam商店頁面與購買管道，發行商Studio Kanata並未就此事有過進一步的公開說明。

## 故事
仁科春太就讀的桑都學園在前任理事長過世後不久面臨要被北條學園吸收合併的危機，就在春太思考如何守護母親的母校感到苦惱時候，看到還是女童的新任理事長努力阻止併校，便決定參加反對吸收合併的團體。

## 角色
仁科春太
本作的男主角，桑都學園的二年級學生，從小與母親同住，母親病逝後被鄰居高澤家照顧。
上川紗矢（聲優：花園めい）
身高：160cm，三圍：B86（D）/W55/H84，生日：8月15日，血型：A型
春太的妹妹和前女友，北條學園的學生會會長和理事長的女兒。
水谷芳野（聲優：卯衣）
身高：158cm，三圍：B85（C）/W58/H87，生日：9月3日，血型：B型
春太的同學，桑都學園的學生會會長，與父親一起過著貧困生活。
高澤美綾（聲優：奏雨）
身高：162cm，三圍：B88（E）/W57/H86，生日：10月26日，血型：O型
春太的學姊和青梅竹馬，從小時候就喜歡春太。
初芝千歲（聲優：小鳥居夕花）
身高：154cm，三圍：B77（A）/W52/H79，生日：7月14日，血型：AB型
春太的學妹，以第一名成績入學的特招生，獨自成立戀愛研究會。
成本櫻花（聲優：杏子御津）
桑都學園前任理事長的孫女，還只是就讀小學四年級的學生，祖父過世後繼任他職務後開始努力阻止併校。
上川若菜（聲優：藤森ゆき奈）
春太和紗矢的姊姊，春太的班級老師。

## 主題曲
片頭曲
作詞、主唱：KOTOKO，作曲、編曲：iyuna
上川紗矢結局片尾曲
作詞：，作曲、編曲：橋咲透，主唱：茶太
水谷芳野結局片尾曲「weekender sunny smile」
作詞：，作曲、編曲：橋咲透，主唱：Rin
高澤美綾結局片尾曲
作詞：，作曲、編曲：，主唱：霜月遙
初芝千歳結局片尾曲
作詞：，作曲、編曲：hash，主唱：
成本櫻花結局片尾曲「love you」
作詞：，作曲、編曲：hash，主唱：

## 外部連結
- 日文版官方網站 （页面存档备份，存于）（日語）
- 中文版官方網站 （页面存档备份，存于）（中文）